# Эйс Вентура 2: Когда зовёт природа
«Эйс Вентура 2: Когда зовёт природа» (англ. Ace Ventura: When Nature Calls) — художественный фильм режиссёра Стива Одекерка с Джимом Керри в главной роли, продолжение фильма «Эйс Вентура: Розыск домашних животных» (1994). Вышел в прокат 10 ноября 1995 года.

## Сюжет
Детектив Эйс Вентура (Джим Керри), занимающийся поиском животных, не смог предотвратить гибель енота (аллюзия на фильм «Скалолаз» 1993 года) и «вдался» в монашество. Однако когда его уединённую жизнь в храме нарушают предложением значительной суммы денег, герой решает вернуться к любимому делу.
Целью Вентуры становится пропавшая белая летучая мышь, священное животное африканского племени Вачати, которую нужно было найти до венчания дочери вождя с представителем Вачуту, чтобы не допустить войны. Несмотря на свой страх и отвращение перед рукокрылыми, герой решает взяться за поиски.
Когда на Эйса совершается нападение, это наводит его на мысль наведаться в соседнее племя. К герою в руки попадает дротик охотников Вачуту, что и даёт ему подсказку…
Благодаря медитации Вентура распутывает цепочку интриг. Он отправляется к своему работодателю, похитившему летучую мышь в корыстных целях. Герой прибегает к помощи обитателей джунглей, а преодолев свой страх, возвращает рукокрылое существо Вачати, предотвратив назревающую вражду.
Во время празднования бракосочетания выясняется, что невеста не девственница. Эйс спасается бегством…

## В ролях
- Джим Керри — Эйс Вентура
- Иэн Макнис — Фултон Гринволл
- Саймон Кэллоу — Винсент Кэдби
- Мэйнард Эзиаши — Уда
- Боб Гантон — Бартон Куинн
- Софи Оконедо — Принцесса Вачати
- Дэймон Стэндифер — Вождь Вачати
- Арсенио «Сонни» Тринидад — Ашрам Монк
- Данни Д. Дэниелс — Знахарь Вачуту
- Эндрю Стил — Мик Кэти
- Брюс Спенс — Гаджи
- Адевале Акиннуойе-Агбадже — Хиту
- Томми Дэвидсон — Крошечный воин
- Фрэнк Уэлкер — Голосовые эффекты животных (в титрах не указан)